# Camerino Z. Mendoza
El general Camerino Z. Mendoza (Mineral del Monte, 1879 - Santa Rosa Necoxtla, 8 de marzo de 1913) fue un militar mexicano que participó en la Revolución mexicana.

## Biografía
Nació el 26 de agosto de 1879 en Mineral del Monte, cerca de Pachuca (estado de Hidalgo). Su madre, Doña Adela García y su padre, Don Alejandro V. Mendoza, lo recibieron en el seno familiar como el primero de sus doce hijos y conforme a la costumbre tradicional fue bautizado con el nombre de Camerino Zeferino Mendoza García. Sus hermanos que le siguieron conforme a su edad fueron Ángel, Cayetano, Vicente, Agustín, Salvador, Adelaida, Luisa, Sofía, Domitila, Consuelo y Aurora. 
Su padre, Don Alejandro, fue un respetable minero que trabajaba en una mina de oro y plata, llamada "El Espíritu Santo", por lo que Camerino desde niño lo acompañaba en sus descensos diarios. Sin embargo, debido a sus padecimientos del corazón y de los pulmones, Camerino tuvo que trasladarse a regiones más frías y bajas, a la ciudad de Santa Rosa de Necoxtla, actualmente Ciudad Mendoza en su honor.

## Éxodo
con un pequeño puesto de abarrotes. Camerino Z. Mendoza trabajó como escribiente en la fábrica de hilados de Río Blanco, donde estableció una íntima relación con Heriberto Jara, quién después sería su compadre. Renunció a ese empleo para dedicarse, como su padre, al comercio de abarrotes.

## Influencias Políticas
En 1906, con varios obreros de la Región de Santa Rosa, se adhirió al Partido Liberal Mexicano; por otra parte, formó la Liga de Resistencia, con obreros de Nogales, y el Club Liberal de Orizaba, lo que le permitió relacionarse con otros revolucionarios como Heriberto Jara, Gabriel Gavira, Rafael Tapia, Cándido Aguilar, Francisco Camarillo, entre otros. Posteriormente, Camerino Z. Mendoza,  Rafael Tapia, Ricardo Sentíes, Francisco Camarillo y el Dr. Ramírez fundan el Círculo Liberal Mutualista.
Durante la Huelga de Río Blanco en 1907, brindó ayuda moral y económica a los trabajadores, otorgándoles créditos para adquirir alimentos y productos de primera necesidad. Además, abrió las bodegas de su floreciente negocio de abarrotes "La Constancia", para que lo trabajadores cubrieran sus demandas durante la prolongada huelga. 
Y el Lunes 7 de enero de 1907, cuando estalló la huelga de Río Blanco, Camerino fue testigo de la sangrienta represión por parte del ejército y la matanza de centernaares de obreros. Lo que desató su impotencia y avivo su espíritu por luchar justicia.

## Relaciones de Camerino Z. Mendoza con Don Francisco I. Madero
Don Francisco I. Madero entrevistó a Camerino Z. Mendoza con el fin de que estableciera un centro anterreleccionista con algunos miembros destacados de la región. Por lo que el 31 de mayo de 1909, Camerino Z. Mendoza, Manuel Quijano, Rafael Tapia, Gabriel Gavira, Heriberto Jara, Carlos Ramírez Parraguirre, Francisco Camarillo, Angel Juarico, Donato Brazo Izquierdo, Teodoro Escalona, Rutilio Caloca, Ernesto Guerra y otros, fundan el primer centro antirreleccionista de México.
Para el 15 de abril de 1910, se realizó la Convención Anterreleccionista en la que estuvo presente la delegación veracruzana, encabezada por Camerino Z. Mendoza, Gabril Gavira, Heriberto Jara y otros. Esta reunión se realizó en el Tívoli del Elíseo donde se congregaron los delegados de los partidos políticos independientes, Nacional Antiteleccionista y Nacional Democrático. Y fue en esta reunión que se 
A fines de 1910 ―en concordancia con el Plan de San Luis― Camerino Z. Mendoza se levantó en armas en San José Ixtapan del Río (en Puebla). Al mando de treinta hombres ocupó Cañada Morelos, San Andrés Chalchicomula y Tehuacán, donde se le rindió el coronel federal Meraz y Mendoza le perdonó la vida. En su avance hacia Puebla recibió la noticia de la rendición de Ciudad Juárez. Por lo que al recibir la noticia, Camerino Z. Mendoza entró a Puebla con vítores y flores y fue designado por el maderismo el primer gobernador provisional de este estado. Sin embargo, Camerino ejerció este puesto solo por unos días y la junta revolucionaria nombró para sustituirlo al señor Rafael Cañete.
Posteriormente, Camerino Z. Mendoza manifestó su oposición a los conflictos de Francisco I. Madero con los Vázquez Gómez y figuró entre los maderistas que se opusieron a la desolución de las tropas rebeldes decretado por Madero. Por lo que fue presa de las intrigas generadas por el coronel Meraz, a quien Mendoza le había perdonado la vida en Tehuacán. Consecuentemente, Camerino Z. Mendoza y otros compañeros de lucha fueron recluidos en la penitenciaría, acusados de rebelión e incomunicado por considerársele peligroso, lo que aumentó su distanciamiento con Francisco I. Madero. A pesar de ello, al ser informado de la situación de Camerino, Madero ordenó su libertad y le entregó el mando del 47.º Cuerpo Rural, integrado a las filas de Aureliano Blanquet, quien lo mandó a combatir a los zapatistas, intentando denigrarlo.
En febrero de 1913 ―luego de la muerte de Francisco Madero―, Mendoza fue apresado por el propio Blanquet, pero gestiones de algunos veracruzanos obligaron a Victoriano Huerta a dejarlo en libertad. Salió rumbo a Santa Rosa Necoxtla, pero fue perseguido por Gaudencio G. de la Llave y sus tropas.

## Relaciones de Camerino Z. Mendoza con Heriberto Jara
Cuando Heriberto Jara fue nuevamente encarcelado y llevado a Valle Nacional en el Estado de Oaxaca, enfermó y fue dado por muerto, Pero una familia campesina le proporcionó un tratamiento herbario lo que lo libro de la muerte. Una vez que recuperó su salud, regresa a Orizaba y se pone a las órdenes del General Camerino Z. Mendoza para continuar la lucha armada.

## Muerte
El 8 de marzo de 1913, en Santa Rosa, -ahora Ciudad Mendoza- Camerino fue acribillado junto a sus dos hermanos, en casa de su madre, después de una batalla que duró toda la noche del 8 y hasta la tarde del 9 de marzo. 
Los tres hermanos murieron en el transcurso de la lucha. Vicente, el hermano mayor, murió al inicio del enfrentamiento. Camerino y Cayetano, su hermano menor, murieron calcinados después que Gaudencio de la Llave ordenara quemar la casa después de fracasar en sus repetidos intentos por derrotar a los dos hombres. Fue una batalla épica que dejó tantos soldados muertos, que al día siguiente tuvieron que ser desalojados por medio de vagones de carga del tren. Para justificar la enorme cantidad de bajas producidas por solamente dos hombres, Gaudencio de la Llave ordenó que más de veinte paisanos de Santa Rosa fueran fusilados de inmediato.
El asesinato de Camerino Z. Mendoza, de sus hermanos, y de los paisanos pasados por las armas fue denunciado en la XXVI Legislatura, antes de que el usurpador Victoriano Huerta la disolviera.
En honor de Camerino Z. Mendoza, el pueblo de Santa Rosa Necoxtla fue renombrado como Ciudad Mendoza.